# Осот паннонський
Осот паннонський (Cirsium pannonicum) — вид рослин з родини айстрових (Asteraceae), поширений у Європі.

## Опис
Багаторічна трав'яниста рослина 30–50 см заввишки. Корені не потовщені, ниткоподібні. Листки від еліптично і довгасто-ланцетних до дрібнозубчастий, знизу сірувато-повстяні. Кошиків 1–3, 1.5–3 см в діаметрі; обгортка черепитчата, розсіяно павутинисто-волосиста. Зовнішні та середні листочки обгортки поступово загострені й притиснуті. Квітки пурпурно-червоні.

## Поширення
Поширений у Європі.
В Україні вид зростає на луках і галявинах — в Лівобережному Лісостепу (в Сумській і Харківській областях).

## Галерея

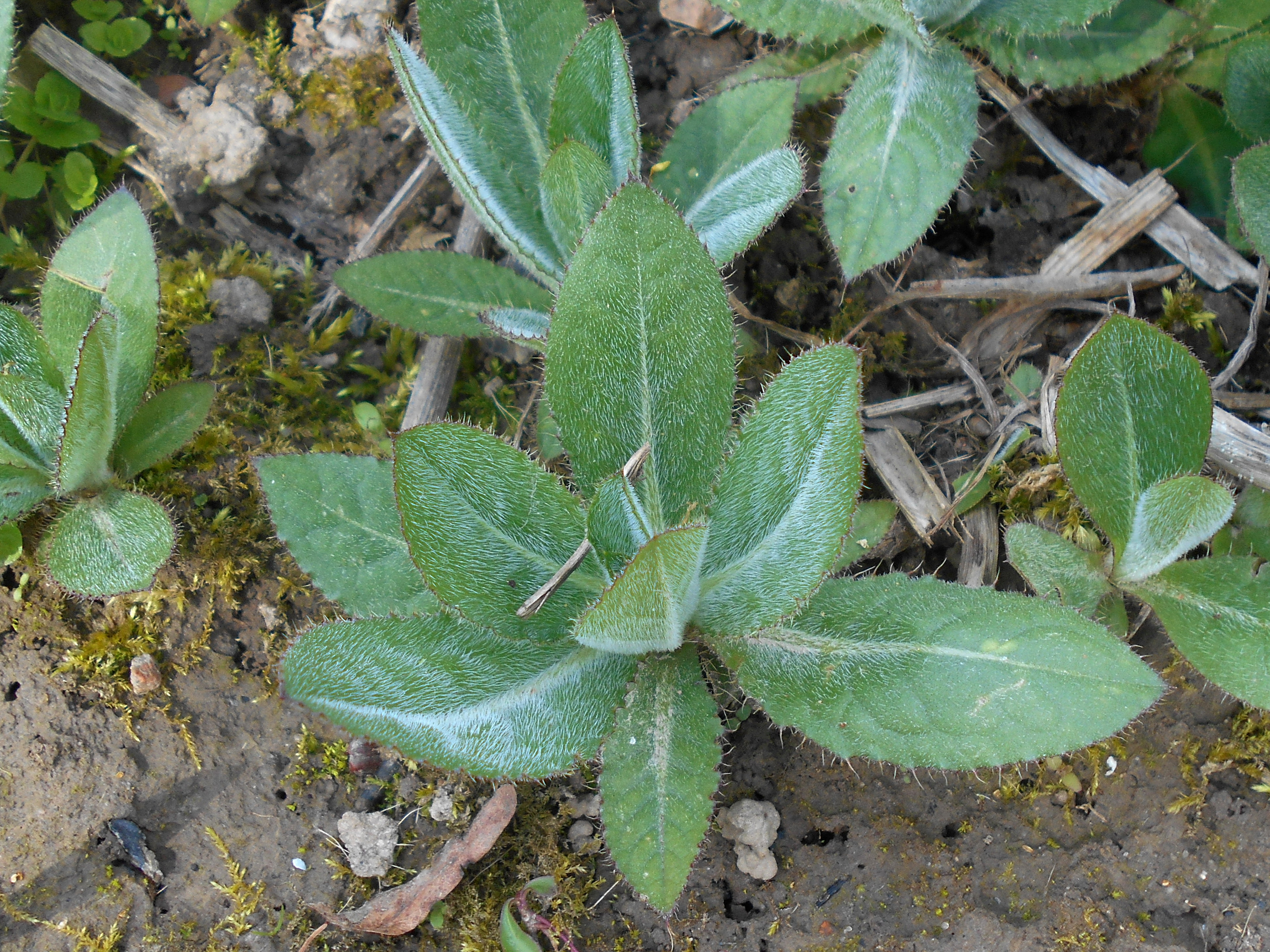
молода рослина
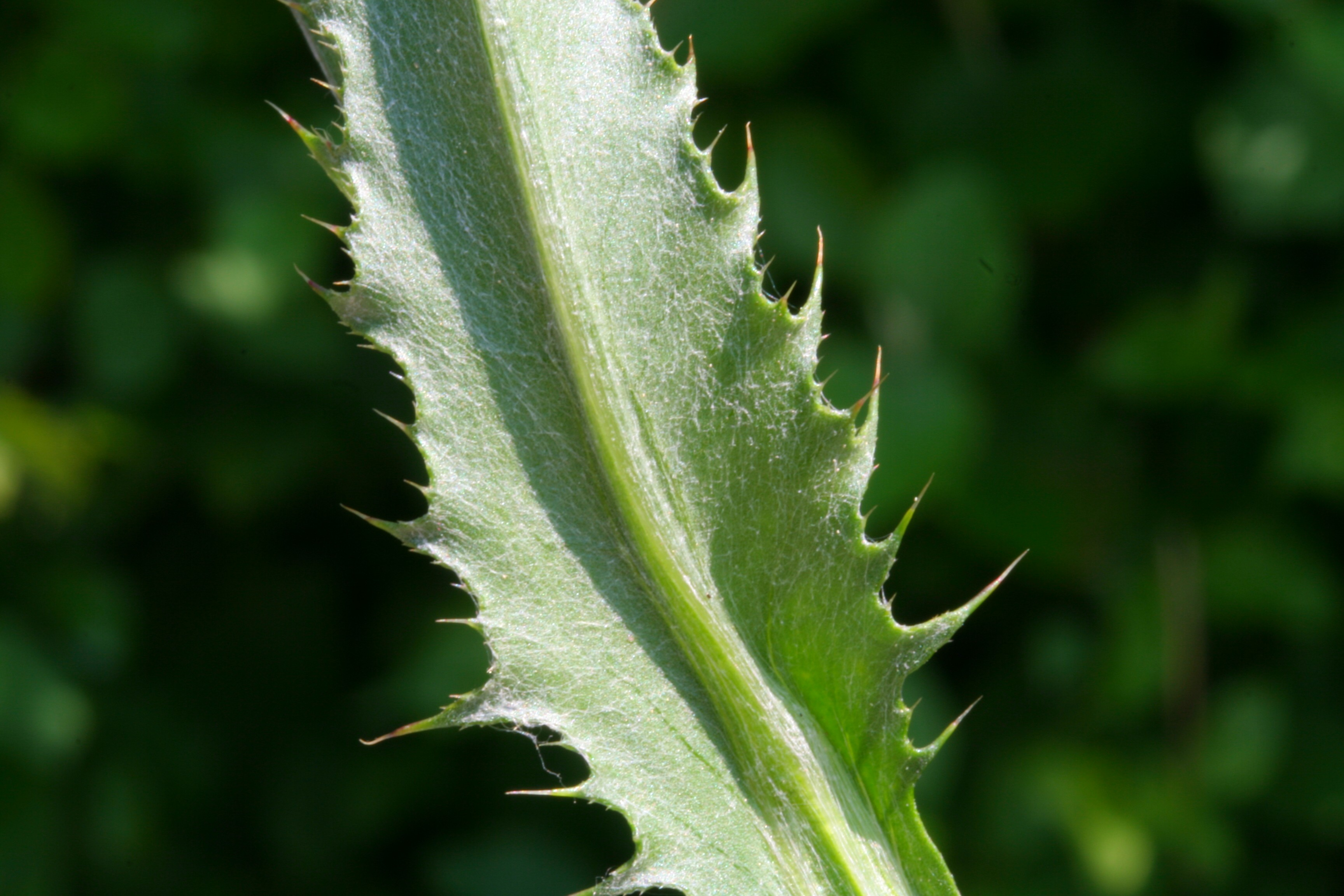
листок
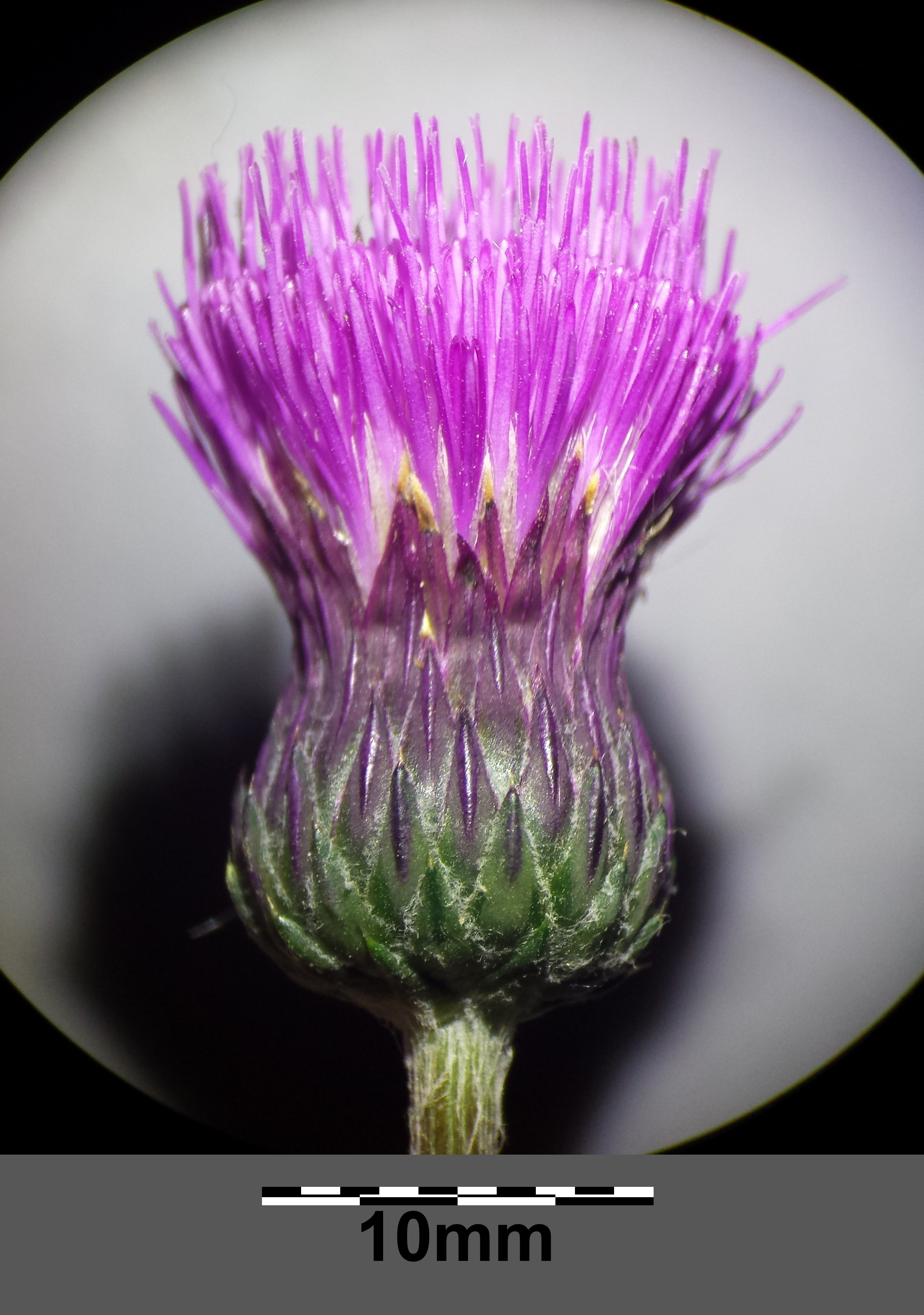
квітковий кошик
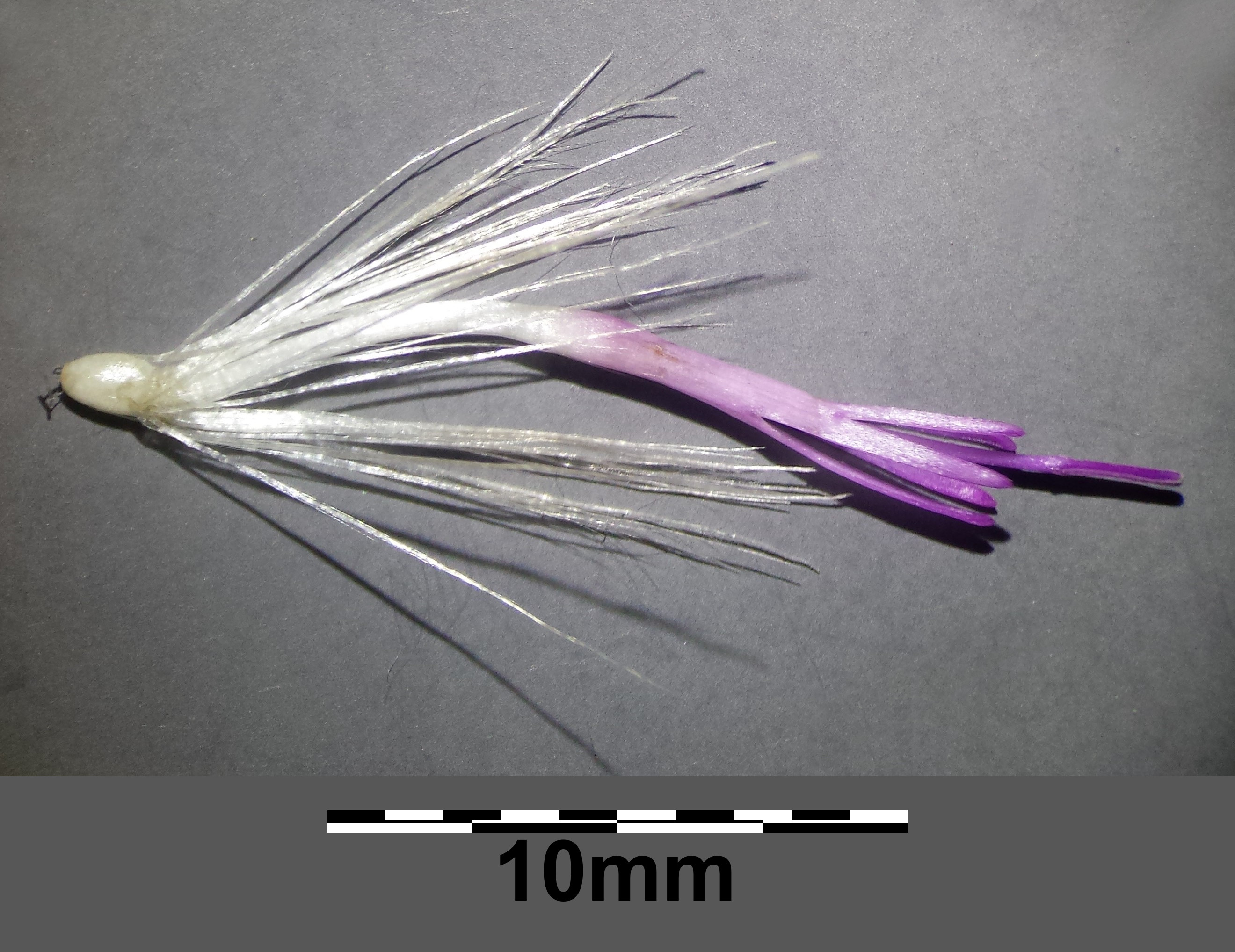
квіточка